# 迈克尔·康德里
迈克尔·康德里（英語：Michael Condrey）是Sledgehammer Games的首席营运和开发官。在与格伦·斯科菲尔德合作死亡空间系列后，两人共同创立了此公司。